# Roland TR-808
De TR-808 is een klassieke, volledig analoge drumcomputer van Roland uit 1980.

## Geschiedenis
De Roland TR-808 was een van de eerste programmeerbare drumcomputers begin jaren 1980. De benaming TR staat voor Transistor Rhythm. Het apparaat was ontworpen als een middel voor studiomuzikanten om eenvoudige demo's te maken. Hoewel de klanken weinig leken op realistische drumgeluiden, was het beter betaalbaar dan de Linn LM-1, die beschikte over digitaal gesampelde drumklanken.
Drumcomputers werden een integraal deel van de hiphop-muziek als een goedkope en eenvoudige manier om drumklanken te produceren. Vooral de lage, volle en dreunende bassdrum is kenmerkend voor het geluid van de TR-808. Ook de snaardrum (eigenlijk een korte stoot ruis) en de koebel hebben een zeer bekend geluid.
Ondanks het feit dat de TR-808 al jaren niet meer in productie is, is het apparaat een zeer gewild instrument. In hiphop, house, dance, R&B en vele andere soorten muziek wordt er nog steeds veelvuldig van de TR gebruikgemaakt (of van samples van zijn drumgeluiden). Veel gebruikers zweren echter bij het origineel, omdat samples de levendigheid, de dynamiek en het karakter van de geluiden niet goed zouden kunnen weergeven.
De Roland TR-808 werd uiteindelijk de meeste gebruikte drumcomputer in de muziek, en verkreeg hiermee een klassieke status binnen de muziekindustrie. Het apparaat werd opgevolgd door de Roland TR-909.

### Nieuwe uitvoeringen
In 2014, ruim 30 jaar na de introductie van de TR-808, bracht Roland een moderne versie uit, de TR-8. Dit model is onderdeel van de Aira-reeks en bootst de klanken uit de TR-808 en TR-909 drumcomputers na via samples en modellering.
Op 8 augustus 2017 (808 Day) kwam Roland opnieuw met een hercreatie van de TR-808, de TR-08 in de Boutique-reeks. De drumcomputer werd gelijktijdig geïntroduceerd met de SH-01A, een hercreatie van de SH-101. De TR-08 bevat onder andere analoge circuit-modellering, biedt 10 gescheiden audiokanalen via USB en werkt ook op batterijen.

## Mogelijkheden
De TR-808 heeft zijn eigen sequencer en beschikt over een DIN-Sync-ingang, maar zonder modificaties is hij niet met MIDI te gebruiken. De DIN-SYNC werd voornamelijk gebruikt om de beruchte Acid machine, de TB-303 aan te sturen.

## Gebruik
De eerste band die de TR-808 gebruikte in 1980 was de Japanse elektronische muziekgroep Yellow Magic Orchestra. In 1982 werd de drummachine gebruikt door artiesten als  Marvin Gaye, Rick James en Afrika Bambaataa. In 1983 werd de TR-808 nog bekender door muziekproducenten Jimmy Jam & Terry Lewis. Deze maakten veel nummers voor de S.O.S. Band, zoals Just Be Good To Me, High Hopes, Tell Me If You Still Care, Borrowed Love, No One's Gonna Love You, Just The Way You Like It en The Finest. Maar ook door nummers die ze schreven voor artiesten zoals Alexander O'Neal, Cherrelle, Janet Jackson en anderen.
De klanken van de TR-808 worden vandaag de dag nog regelmatig gebruikt in drum&bass, hiphop, R&B, house, electro en vele vormen van elektronische dance muziek.

## Bekende gebruikers
De TR-808 werd onder andere gebruikt door:
- 808 State
- Afrika Bambaataa
- Aphex Twin
- Arthur Baker
- Beastie Boys
- Bomb The Bass
- Dr Dre
- Egyptian Lover
- Faithless
- Jimmy Jam & Terry Lewis
- Jeff Mills
- Kanye West
- Kraftwerk
- Marvin Gaye
- Orbital
- Phil Collins
- Puff Daddy
- Richie Hawtin
- Skepta
- The Prodigy
- The Sisters of Mercy
- Ultravox

## Andere modellen
Andere analoge drumcomputers van Roland uit die tijd zijn:
- CR-78 (feitelijk de voorloper van de TR-808)
- TR-909 (met naast de analoge klankopwekking digitale samples aan boord)
- TR-606 (het kleine broertje van de TR-808)

Latere digitale modellen zijn:
- TR-707 (1985)
- TR-727 (1985)
- TR-505 (1986)
- TR-626 (1987)
- Aira TR-8 (2014), gebaseerd op drumklanken uit de TR-808 en TR-909.[6]